# 강수한
강수한(2000년 10월 13일 ~ )은 대한민국의 배우이다. 2006년 MBC 드라마 《사고다발지역》로 데뷔하였다.

## 연기 활동

### 드라마
- 2006년 MBC 단막극 《MBC 베스트극장 - 사고다발지역》 ... 민지환 역
- 2006년 SBS 금요드라마 《마이 러브》
- 2007년 SBS 미니시리즈 《사랑하는 사람아》
- 2007년 SBS 드라마 스페셜 《외과의사 봉달희》 ... 이승민 역
- 2007년 MBC 미니시리즈 《히트》 ... 어린 김재윤 역
- 2007년 SBS 주말극장 《황금신부》
- 2007년 SBS 대하드라마 《왕과 나》 ... 진성대군 역
- 2007년 SBS 아침드라마 《미워도 좋아》 ... 양찬 역
- 2008년 MBC 아침드라마 《흔들리지마》 ... 이무현 역
- 2009년 KBS2 대하드라마 《천추태후》 ... 현종 역
- 2009년 SBS 대하드라마 《자명고》 ... 어린 호동왕자 역
- 2009년 MBC 미니시리즈 《내조의 여왕》 ... 혁찬 역
- 2009년 SBS 특집드라마 《천국의 아이들》
- 2009년 KBS2 납량특집드라마 《전설의 고향》〈금서〉 ... 이권 역
- 2009년 SBS 아침드라마 《미워도 좋아》 ... 양찬 역
- 2009년 SBS 아침드라마 《망설이지마》 ... 한태우 역
- 2009년 KBS2 미니시리즈 《열혈장사꾼》 ... 김기영 역
- 2009년 SBS 미니시리즈 《미남이시네요》 ... 어린 황태경 역
- 2009년 SBS 연말특집극 《아버지의 집》 ... 어린 강만호 역
- 2010년 SBS 미니시리즈 《나쁜 남자》 ... 어린 건욱 역
- 2010년 KBS2 주말연속극 《결혼해주세요》 ... 한준 역
- 2010년 SBS 창사특집극 《초혼》 ... 8세 이창수 역
- 2011년 tvN 미니시리즈 《로맨스가 필요해》 ... 김성수와 같은 입장인 아이 역
- 2011년~2012년 MBC 주말특별기획 《애정만만세》 ... 강형도를 찾으러 군부대로 간 아이 역
- 2012년 KBS1 농촌드라마 《산 너머 남촌에는 2》 ... 재용 역
- 2017년 SBS 수목드라마 《사임당, 빛의 일기》 ... 이선 역

### 영화
- 2008년 《어린왕자》 ... 한영웅 역